# Goka
Goka (japanska: 五霞町?, Goka-machi) är en landskommun i Ibaraki prefektur i Japan. 